# Скорпеновые
Скорпеновые (лат. Scorpaenidae) — семейство морских лучепёрых рыб из отряда скорпенообразных. Включает свыше 20 родов с 209 видами. Представители семейства распространены в тропических, субтропических и умеренных морях, но большинство живёт в Индо-Тихоокеанской области. Большинство представителей живёт в прибрежной зоне у рифов и скал, но есть и глубоководные виды. Прибрежные виды обычно имеют пёструю окраску. Это придонные, реже придонно-пелагические рыбы. Все скорпеновые плохо плавают, предпочитая держаться ближе ко дну. Это хищные рыбы, поджидающие добычу в засаде.

## Описание
Обычно спинной плавник поделён выемкой на две лопасти. В передней 7—17 жёстких колючих лучей, в задней одна, остальные лучи мягкие. 2—3 передних луча анального плавника и внешний луч брюшных плавников представляют собой мощные ядовитые шипы. Кроме того, шипы имеются на голове. Скорпеновые относятся к самым ядовитым рыбам в океане, яд многих из них смертелен для человека.

## Классификация
В составе семейства выделяют девять подсемейств с 65 родами и 454 видами:
- Подсемейство Sebastinae
  - Триба Sebastini — 4 рода, около 120 видов
    - Род Helicolenus — Синеротые окуни (8 видов)
    - Род Hozukius — Хозукии (2 вида)
    - Род Sebastes — Морские окуни (110 видов)
    - Род Sebastiscus — Морские окуньки (3 вида)

  - Триба Sebastolobini — три рода, 11 видов
    - Род Adelosebastes (1 вид)
    - Род Sebastolobus — Шипощёки (3 вида)
    - Род Trachyscorpia — Трахискорпии (7 видов)
- Подсемейство Setarchinae — три рода, 7 видов

- Род Ectreposebastes — Морские окуни Гармана (2 вида)
- Род Lioscorpius — Лиоскорпиусы (2 вида)
- Род Setarches — Окуни-сетархи (3 вида)

- Подсемейство Neosebastinae — 2 рода, 18 видов

- Род Maxillicosta — Максилликосты (6 видов)
- Род Neosebastes — Южноавстралийские морские окуни (12 видов)

- Подсемейство Scorpaeninae — 22 рода, 211 видов
  - Триба Scorpaenini — 17 родов
    - Hoplosebastes Schmidt, 1929 — Гоплосебасты
    - Idiastion Eschmeyer, 1965
    - Iracundus D. S. Jordan & Evermann, 1903 — Иракундусы
    - Neomerinthe Fowler, 1935
    - Neoscorpaena J. L. B. Smith, 1964
    - Parascorpaena Bleeker, 1876 — Параскорпены
    - Phenacoscorpius Fowler, 1938 — Фенакоскорпиусы
    - Pogonoscorpius Regan, 1908
    - Pontinus Poey, 1860 — Понтинусы
    - Pteroidichthys Bleeker, 1856 — Птероидихты
    - Rhinopias T. N. Gill, 1905 — Ринопиасы
    - Scorpaena Linnaeus, 1758 — Скорпены, или морские ерши
    - Scorpaenodes Bleeker, 1857 — Скорпенодесы
    - Scorpaenopsis G. Cuvier, 1829 — Скорпенопсы, или ноху
    - Sebastapistes T. N. Gill, 1877 — Шиповатые окуни
    - Taenianotus Lacepède, 1802 — Тэнианоты, или парусные морские ерши
    - Ursinoscorpaenopsis Nakabo & Yamada, 1996

  - Триба Pteroini — пять родов, около 20 видов
    - Brachypterois Fowler, 1938 — Брахиоптероисы
    - Dendrochirus Swainson, 1839 — Дендрохиры 6 видов
    - Ebosia D. S. Jordan & Starks, 1904 — Эбосии (4 вида)
    - Parapterois Bleeker, 1856 — Параптероисы
    - Pterois Oken, 1817 — Крылатки
- Подсемейство Caracanthinae — 1 род, 4 вида[4]
- Подсемейство Apistinae — 3 рода, 3 вида[4]
  - Род Apistops
  - Род Apistus
  - Род Cheroscorpaena
- Подсемейство Tetraroginae — 17 родов, 40 видов[4]
- Подсемейство Synanceiinae — Бородавчатковые, 9 родов, 31 вид[5]
  - Триба Minoini
    - Род Minous (12 видов)

  - Триба Choridactylini
    - Род Choridactylus (10 видов)
    - Род Inimicus (4 вида)

  - Триба Synanceini — 6 родов, 10 видов
    - Род Erosa (1 вид)
    - Род Dampierosa (1 вид)
    - Род Leptosynanceia (1 вид)
    - Род Pseudosynanceia (1 вид)
    - Род Synanceia — Бородавчатки (5 видов)
    - Род Trachicephalus (1 вид)
- Подсемейство Plectrogeniinae

- Род Plectrogenium (2 вида)